# Margarita (Bolívar)
Margarita es un municipio colombiano, ubicado en el departamento de Bolívar. Limita al norte y el oriente con el departamento de Magdalena, al occidente con el municipio de San Fernando y al sur con los municipios de Hatillo de Loba y Pinillos.

## División Político-Administrativa
Además de su Cabecera municipal. Margarita tiene bajo su jurisdicción los siguientes Centros poblados:
- Botón de Leiva
- Cantera
- Causado
- Caño Mono
- Chilloa
- Corocito
- Doña Juana
- Guataquita
- La Montaña
- Mamoncito
- San José de Los Trapiches
- Sandoval

## Historia
El poblado original fue fundado en 1600 por doña Margarita Durán de Cogollo, originaria de Mompox y propietaria de las tierras que configuran el actual municipio de Margarita. En 1812 se libró en su territorio la Batalla del Botón de Leyva, parte de la guerra de Independencia de Colombia. En 1882 el pueblo es erigido en municipio del Estado Soberano de Bolívar.

## Economía
La economía municipal se basa en el cultivo de naranja, de diferentes variedades; así mismo se cultivan cítricos como limón, toronja, mandarina y pomelo. Otros productos agrícolas de importancia son la caña de azúcar, el plátano, el coco, el maíz y la yuca.

## Estructura organizacional municipal
| Margarita    | Margarita   | Margarita                  |
| Departamento | Código DANE | Categoría municipal (2023) |
| ------------ | ----------- | -------------------------- |
| Bolívar      | 13440       | Sexta                      |

- Personería: Es un centro del Ministerio Público de Colombia que ejerce, vigila y hace control sobre la gestión de las alcaldías y entes descentralizados; velan por la promoción y protección de los derechos humanos; vigilan el debido proceso, la conservación del medio ambiente, el patrimonio público y la prestación eficiente de los servicios públicos, garantizando a la ciudadanía la defensa de sus derechos e intereses.

- Concejo Municipal: Es la suprema autoridad política del municipio. En materia administrativa sus atribuciones son de carácter normativo. También le corresponde vigilar y hacer control político a la administración municipal. Se regulan por los reglamentos internos de la corporación en el marco de la Constitución Política Colombiana (artículo 313) y las leyes, en especial la Ley 136 de 1994 y la Ley 1551 de 2012.

Constituido por 9 concejales por un periodo de 4 años.
- Alcaldía Municipal: En esta se encuentra la administración municipal y las entidades descentralizadas del municipio.

El alcalde se pronuncia mediante decretos y se desempeña como representante legal, judicial y extrajudicial del municipio. El actual alcalde municipal es Valentina Bello Lobo (2024-2027), elegido por voto popular.
- JAL.

## Servicios públicos
- Energía Eléctrica: Afinia, del grupo EPM, es la empresa prestadora del servicio de energía eléctrica.
- Gas Natural: Surtigas es la empresa distribuidora y comercializadora de gas natural en el municipio.